# Adèle Reifenberg
Adèle Reifenberg (geboren 3. März 1893 in Berlin; gestorben April 1986 in London) war eine aus dem deutschen NS-Staat emigrierte jüdische deutsch-englische Malerin.

## Leben und Werk
Adèle Reifenberg war die Tochter von Ernst und Rosa Reifenberg, geborene Ginsberg. Ihr Vater war Mitinhaber der Sammet- und Seidenwarenfabrik Reifenberg & Co. mit Sitz am Hausvogteiplatz 9 in Berlin. Sie hatte die Brüder Adolf Reifenberg und Heinz Reifenberg. Sie besuchte die Berliner „Charlottenschule“, eine städtische höhere Mädchenschule in der Steglitzer Straße 29. Schon als Kind hatte sie den Wunsch, Malerin zu werden.
Von 1911 bis 1914 besuchte sie in Berlin die Privatschule von Lovis Corinth und 1915 kurze Zeit die Grossherzoglich-Sächsischen Kunstschule Weimar, wo sie deren Preis für Landschaftsmalerei gewann. Danach arbeitete sie als freiberufliche Künstlerin und ab 1919 als Kunsterzieherin. In den 1920er und 1930er Jahren wurden ihre Arbeiten in Einzel- und Gruppen-Ausstellungen in Berlin gezeigt, u. a. im Jüdischen Museum. Von 1927 bis 1939 unterrichtete Reifenberg an verschiedenen Schulen und an der Jüdischen Lehrerbildungsanstalt in Berlin. 1930 heiratete sie den Maler Julius Rosenbaum.
Nach dem Machtantritt der Nationalsozialisten waren sie als Juden akut gefährdet. 1939 verließen sie ihre Wohnung in der Wilmersdorfer Motzstraße 87 und emigrierten mit einem Transitvisum, das nur ein halbes Jahr gültig war, nach London. Ihr Plan, dann in die USA auszuwandern, wurde durch den Ausbruch des Zweiten Weltkriegs verhindert.
Reifenberg arbeitete in London wieder als freischaffende Künstlerin und Kunst-Lehrerin und wurde Mitglied des Jüdischen Kulturbundes. Während des Krieges waren die Ausstellungsmöglichkeiten beschränkt, aber 1941 konnte sie mit ihrem Mann erstmals in der Londoner Ben Uri Art Gallery ausstellen. In dieser Galerie und bei der Royal Society of British Artists und auf der Woman’s International Art Exhibition hatte sie in der Folgezeit eine bedeutende Anzahl von Einzelausstellungen und Ausstellungsbeteiligungen. Mit ihrem Mann betrieb sie von 1948 bis 1956 im Londoner Stadtviertel Belsize Park eine erfolgreiche Malschule. Mit ihren Schülern stellten sie als The Belsize Group aus.
Reifenberg war verschwägert mit der Schriftstellerin Gabriele Tergit.
Bilder Reifenbergs befinden sich unter anderem im „Ben Uri Gallery and Museum London“, im Haifa-Museum of Art und in der Berlinischen Galerie.

## Werke (Auswahl)
- Eastbourne im Morgengrauen (Öl auf Karton, 48 × 67 cm, 1981; Ben Uri Gallery & Museum, London)[4]
- Porträt der Schwägerin Elise Reifenberg/Gabriele Tergit (Öl auf Leinwand, 46 × 36 cm; Ben Uri Gallery & Museum, London)[5]

## Ausstellungen (Auswahl)
- 1934: London, Parsons Gallery („Ausstellung deutsch-jüdischer Künstlerwerke: Malerei, Skulptur, Architektur“)
- 1943: London, Whitechapel Art Gallery („Artists Aid Jewry“)
- 1948: London, Ben Uri Gallery (mit ihrem Mann)
- 1950: London, Ben Uri Art Gallery  (mit ihrem Mann und Ruth Collet)[6]
- 1957: London, Ben Uri Art Gallery („Memorial Exhibition Julius Rosenbaum & Adele Reifenberg“)
- 1961: London, Ben Uri Gallery (mit Eric Doitch und Emmanuel Levy)[7]
- 1973: London, Ben Uri Art Gallery (Einzelausstellung mit Pastellen und Aquarellen)[8]
- 1986: London, Margaret Fisher Gallery (Einzelausstellung)